# فيرا كينغ
فيرا كينغ (بالألمانية: Vera King) عالمة اجتماع وعالمة نفس اجتماعي ألمانية ولدت في 1960. وهي أستاذة علم الاجتماع وعلم النفس الاجتماعي في جامعة غوته فرانكفورت ومديرة معهد سيجموند فرويد بالجامعة.